# Espresso Logic
Espresso Logic è il tredicesimo album in studio del musicista britannico Chris Rea, pubblicato nel 1993.

## Tracce
Edizione europea
1. Espresso Logic - 6:54
2. Red - 5:26
3. Soup of the Day - 3:45
4. Johnny Needs a Fast Car - 6:35
5. Between the Devil and the Deep Blue Sea - 4:50
6. Julia - 3:55
7. Summer Love - 4:07
8. New Way - 3:30
9. Stop - 5:10
10. She Closed Her Eyes - 3:55